# Filet (Zwitserland)
Filet is een plaats en voormalige gemeente in het Zwitserse kanton Wallis en maakt sinds 1 januari 2009 deel uit van de gemeente Mörel-Filet in het district Östlich Raron.
- Gemeinsame Normdatei: 4774672-5
- Historisch woordenboek van Zwitserland: 002749